# 苏鲁宾
苏鲁宾是巴西伯南布哥州的一个市镇。总面积254.94平方公里，总人口56795人，人口密度222.8人/平方公里。